# Société des Autobus Bastiais
La Société des Autobus Bastiais (acronimo: SAB) è l'azienda pubblica con sede a Bastia in Corsica (Francia) che si occupa del trasporto pubblico nella Communauté d'Agglomération de Bastia che comprende i comuni di Bastia, Furiani, Ville di Pietrabugno, San Martino di Lota e Santa Maria di Lota.